# Baltská mytologie

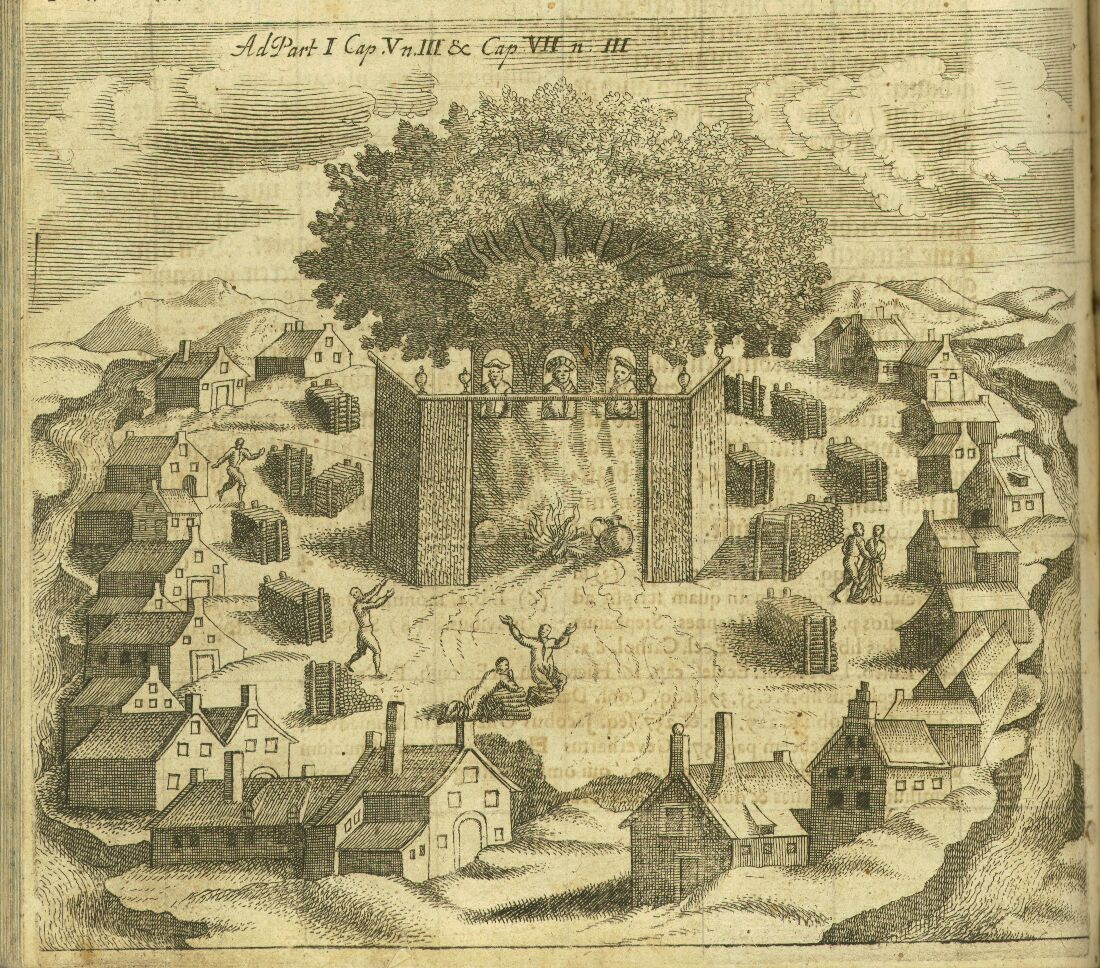
Svatyně Romuva na Sambijském poloostrově, obrázek Simona Grunaua

Baltská mytologie je souborem mýtů a představ starých Baltů, jež tvořily základ předkřesťanského (pohanského) náboženství pobaltských národů a pokračující dále po jejich pokřesťanštění v rámci baltského folklóru a lidových tradic. Baltská mytologie vzešla ze společné protoindoevropské mytologie a je příbuzná mytologii slovanské. Pobaltí bylo jednou z posledních oblastí Evropy, které byly christianizovány. Tento proces začal až v 15. století a pokračoval nejméně o jedno století poté.
Přestože se nedochovaly žádné původní mytologické spisy s podrobně vylíčenými mýty pobaltských národů z pohanského období, znalosti o nich lze částečně čerpat z ruských a německých dobových kronik, z pozdnějšího folklóru, etymologie a rekonstrukcí za pomoci metody komparativní mytologie. Zatímco dobové kroniky z 14. a 15. století byly z velké části produktem křesťanských misionářů, kteří usilovali o vymýcení pohanství u pobaltských národů, významná část se zachovala zakonzervována v lidové kultuře a folklóru. Tyto informace se staly zvlášť významným materiálem pro studium protoindoevropského náboženství.

## Podskupiny baltské mytologie
- Litevská mytologie
- Lotyšská mytologie
- Pruská mytologie – mytologie zaniklého národa starých Prusů

## Baltské náboženství
Náboženské představy starých Baltů byly polyteistické, jejich náboženství sestávalo z mnoha kultů různých bohů a bohyň. Těmi nejdůležitějšími jsou:
- Dēivas – nejvyšší baltský bůh a vládce nebes
- Perkunas – bůh hromu, analogickým bohem mu je slovanský Perun
- Velnias – bůh podsvětí, analogickým bohem mu je slovanský Veles
- Saule – bohyně slunce
- Laima – bohyně osudu